# Lake Forest Park
Lake Forest Park é uma cidade localizada no estado norte-americano de Washington, no Condado de King.

## Demografia
Segundo o censo norte-americano de 2000, a sua população era de 13.142 habitantes.
Em 2006, foi estimada uma população de 12.548, um decréscimo de 594 (-4.5%).

## Geografia
De acordo com o United States Census Bureau tem uma área de 9,5 km², dos quais 9,2 km² cobertos por terra e 0,3 km² cobertos por água.

## Localidades na vizinhança
O diagrama seguinte representa as localidades num raio de 8 km ao redor de Lake Forest Park.